# Kokošili
Kokošili (mongolsky Хөх шил, doslova Modré hory, čínsky v českém přepisu Kche-kche-si-li šan, pchin-jinem Kěkěxīlǐ Shān, znaky 可可西里山, tibetsky ཁུ་ཁུ་ཞིལ།) je horský hřbet v čínské na jihozápadě provincie Čching-chaj a přilehlých oblastech Tibetské a Ujgurské autonomní oblasti, v severní části Tibetské náhorní plošiny.
Délka horského hřbetu je kolem 800 km. jeho výška roste z východu na západ, nejvyšší hora je vysoká 6615 m. Hřbet sestává z několika masívů s plochým vrcholy pokrytými kamennou kolapsu. Nejvyšší části jsou pokryty ledovci. Podhůří sestupuje na vysokohorské (4500 až 5000 m) pláně s četnými jezery. Hlavním typem krajiny je alpská tundra. Specifické geografické a klimatické podmínky vedly ke vzniku unikátního přírodního společenství, více než třetina rostlin a všichni býložraví savci jsou zdejšími endemity.
Roku 1995 byla na 45 tisíc km² pohoří zřízena státní přírodní rezervace.
UNESCO horstvo roku 2017 zařadilo na seznam světového dědictví. Rozsah oblasti světového dědictví je 37 356 km², plus 22 909 km² nárazníkové zóny.